# Anyone of Us (Stupid Mistake)
"Anyone of Us (Stupid Mistake)" là một bài hát của nghệ sĩ thu âm người Anh quốc Gareth Gates nằm trong album phòng thu đầu tay của anh, What My Heart Wants to Say (2002). Nó được phát hành vào ngày 8 tháng 7 năm 2002 bởi BMG như là đĩa đơn thứ hai trích từ album, đồng thời là đĩa đơn nguyên bản đầu tiên trong sự nghiệp của nam ca sĩ. Sau thành công vang dội của bản hát lại "Unchained Melody", hãng đĩa đã gấp rút lên kế hoạch phát hành đĩa đơn tiếp theo cho Gates. "Anyone of Us (Stupid Mistake)" được đồng viết lời và sản xuất bởi Jörgen Elofsson và Per Magnusson, với sự tham gia hỗ trợ viết lời từ David Kreuger. Nội dung lời bài hát đề cập đến việc bất kỳ ai trong tình yêu cũng có thể phạm lỗi và làm tổn thương người mình yêu thương, dù đó có thể là một sai lầm ngớ ngẩn.
Sau khi phát hành, "Anyone of Us (Stupid Mistake)" nhận được những phản ứng tích cực từ các nhà phê bình âm nhạc, trong đó họ đánh giá cao giai điệu dễ nghe của nó cũng như chất giọng của Gates. Nó còn nhận được một đề cử giải Brit cho Đĩa đơn Anh quốc của năm tại lễ trao giải thường niên lần thứ 13. Đây cũng được xem là đĩa đơn thành công nhất của nam ca sĩ trên phương diện quốc tế, đứng đầu các bảng xếp hạng ở Hà Lan, Na Uy và Thụy Điển, và lọt vào top 10 ở hầu hết những quốc gia nó xuất hiện, bao gồm vươn đến top 5 ở nhiều thị trường lớn như Đức, Hungary và Ireland. Tại Vương quốc Anh, bài hát ra mắt ở vị trí số một trên bảng xếp hạng UK Singles Chart và trụ vững trong ba tuần liên tiếp, trở thành đĩa đơn quán quân thứ hai liên tiếp của Gates cũng như là đĩa đơn bán chạy thứ sáu trong năm tại đây.
Video ca nhạc cho "Anyone of Us (Stupid Mistake)" được đạo diễn bởi Max & Dania và ghi hình tại Venice (Ý), trong đó bao gồm những cảnh Gates trình diễn bài hát ở nhiều địa điểm khác nhau như một căn phòng, trên một con thuyền lẫn đường phố bên cạnh nhiều vũ công đeo mặt nạ xuất hiện xen kẽ. Để quảng bá bài hát, nam ca sĩ đã trình diễn bài hát trên nhiều chương trình truyền hình và lễ trao giải lớn, bao gồm CD:UK, Ant & Dec's Saturday Night Takeaway và Top of the Pops. Được ghi nhận là bài hát trứ danh trong sự nghiệp của Gates, "Anyone of Us (Stupid Mistake)" đã giúp củng cố tên tuổi của anh ở nhiều thị trường ngoài Anh quốc, đặc biệt là châu Á, cũng như được hát lại bởi một số nghệ sĩ như Mathias Holmgren, Jens Bogner và Sarbel.

## Danh sách bài hát
Đĩa CD #1 tại châu Âu
1. "Unchained Melody" - 3:53
2. "What My Heart Wants To Say" (đĩa đơn phối lại) - 4:12

Đĩa CD #2 tại châu Âu
1. "Anyone of Us (Stupid Mistake)" - 3:50
2. "Forever Blue" - 2:56
3. "Unchained Melody" - 3:53
4. "Unchained Melody" (video ca nhạc) - 3:53

Đĩa CD tại Anh quốc
1. "Anyone of Us (Stupid Mistake)" - 3:50
2. "Forever Blue" - 2:56
3. "Anyone of Us (Stupid Mistake)" (video ca nhạc) - 3:50

## Xếp hạng
| Bảng xếp hạng (2002-03)             | Vị trí cao nhất |
| ----------------------------------- | --------------- |
| Áo (Ö3 Austria Top 40)              | 6               |
| Bỉ (Ultratop 50 Flanders)           | 3               |
| Bỉ (Ultratip Wallonia)              | 9               |
| Châu Âu (Eurochart Hot 100 Singles) | 6               |
| Ireland (IRMA)                      | 2               |
| Đức (GfK)                           | 3               |
| Hungary (Rádiós Top 40)             | 3               |
| Hà Lan (Dutch Top 40)               | 1               |
| Hà Lan (Single Top 100)             | 1               |
| Na Uy (VG-lista)                    | 1               |
| Scotland (OCC)                      | 1               |
| Thụy Điển (Sverigetopplistan)       | 1               |
| Thụy Sĩ (Schweizer Hitparade)       | 24              |
| Anh Quốc (OCC)                      | 1               |

| Bảng xếp hạng (2002)                 | Vị trí |
| ------------------------------------ | ------ |
| UK Singles (Official Charts Company) | 6      |
| Bảng xếp hạng (2003)                 | Vị trí |
| Austria (Ö3 Austria Top 40)          | 33     |
| Belgium (Ultratop 50 Flanders)       | 13     |
| Germany (Official German Charts)     | 25     |
| Netherlands (Dutch Top 40)           | 17     |
| Netherlands (Single Top 100)         | 7      |
| Sweden (Sverigetopplistan)           | 21     |

| Bảng xếp hạng (2000-09)              | Vị trí |
| ------------------------------------ | ------ |
| Netherlands (Single Top 100)         | 50     |
| UK Singles (Official Charts Company) | 61     |

## Chứng nhận
| Quốc gia                                                                           | Chứng nhận | Số đơn vị/doanh số chứng nhận |
| ---------------------------------------------------------------------------------- | ---------- | ----------------------------- |
| Đức (BVMI)                                                                         | Vàng       | 250.000*                      |
| Na Uy (IFPI)                                                                       | Bạch kim   | 10.000*                       |
| Anh Quốc (BPI)                                                                     | Bạch kim   | 600.000‡                      |
| * Chứng nhận dựa theo doanh số tiêu thụ. ^ Chứng nhận dựa theo doanh số nhập hàng. |            |                               |